# Ford Mustang (deuxième génération)
Cet article concerne la deuxième génération de l'automobile Ford Mustang. Pour des informations générales sur la Mustang, consultez Ford Mustang.
Pour les articles homonymes, voir Ford Mustang (homonymie) et Mustang.

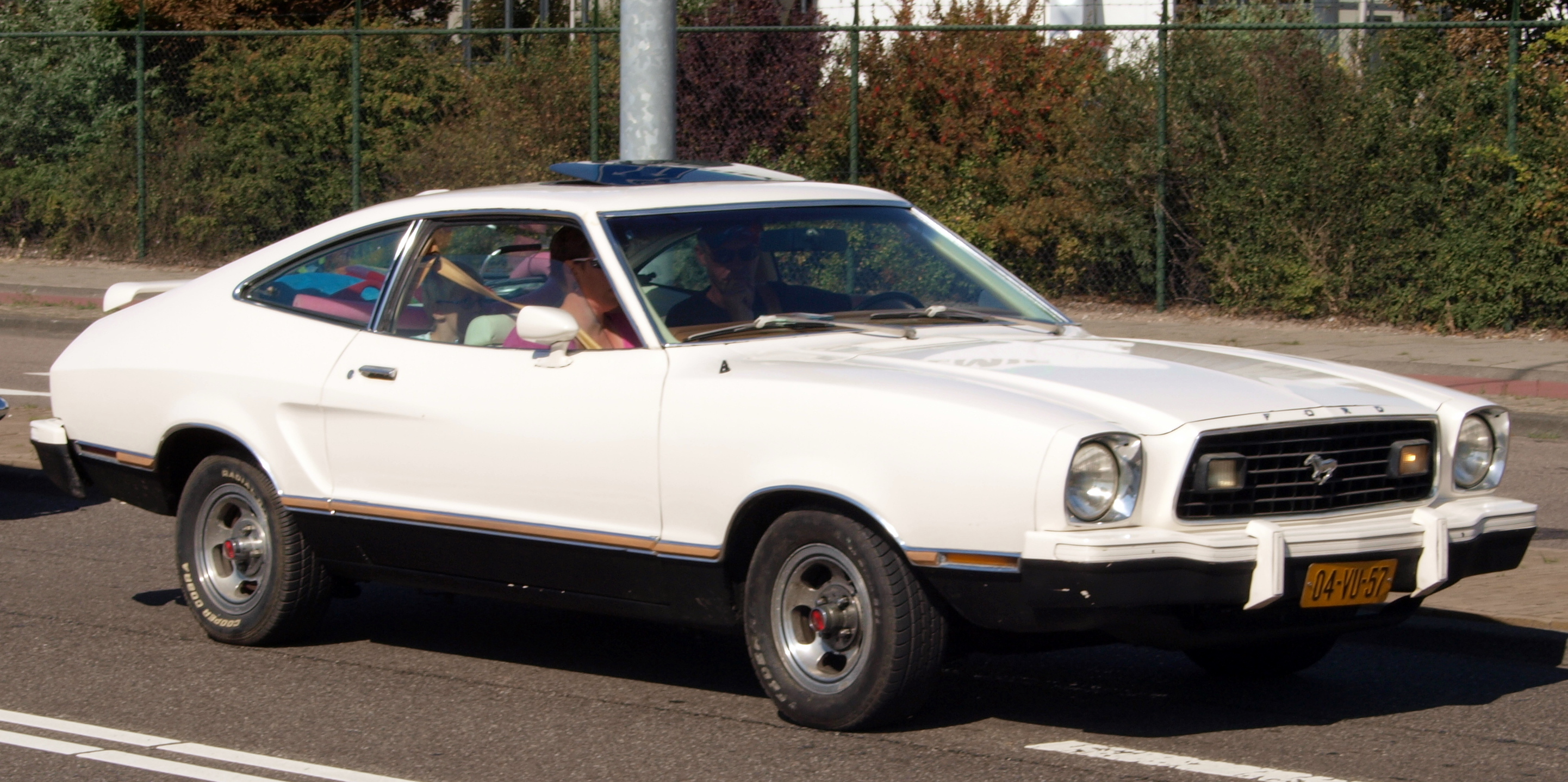
Ford Mustang II 2+2 hatchback

La Ford Mustang de deuxième génération, commercialisée sous le nom de Ford Mustang II, est une pony car deux ou trois portes, quatre places, avec moteur avant et propulsion arrière, fabriquée et commercialisée par Ford de 1973 à 1978. Introduite en septembre 1973 pour l'année modèle 1974, la Mustang II est arrivée à peu près en même temps que le premier choc pétrolier de 1973 et les pénuries de carburant qui ont suivi.
490 livres plus légère et près de 19 pouces plus courte que la Mustang de 1973, la deuxième génération était basée sur la plate-forme de la Ford Pinto sous-compacte, en utilisant un cadre monocoque avec une suspension avant isolée et un sous-châssis de support moteur unique tout en partageant un nombre limité de composants de châssis et de transmission. La direction a été améliorée par rapport à celle de la génération précédente en utilisant une conception à crémaillère et pignon.
Nommée voiture de l'année 1974 par Motor Trend et atteignant plus de 1,1 million de ventes en quatre ans de production, la Mustang II se distingue à la fois par sa presence marketing et ses fortes ventes - tout en étant considérée par certains passionnés comme ayant abandonné des aspects essentiels de l'héritage de la Mustang et, dans une rétrospective après 40 ans depuis son introduction, décrite comme incarnant l'ère Malaise.

## Contexte
Les Mustang de première génération ont grandi en taille; le modèle de 1973 était devenu nettement plus grand que le modèle d'origine. Le marché du segment des pony car a connu une baisse des ventes au début des années 1970 "avec de nombreux acheteurs se tournant vers des compacts moins chers et économes en carburant comme la Ford Maverick - un énorme succès de première année en soi". La Mustang grandissait pour devenir une berline de taille intermédiaire, qui «[était] trop grande et aliénait de nombreux clients». L'attrait de la Mustang d'origine était sa taille et son concept. Les constructeurs automobiles de Detroit avaient «commencé à recevoir des vibrations de la seule source qu'ils écoutaient vraiment - les acheteurs de voitures neuves… Le message: Construisez des voitures plus petites" car les clients ont arrêté d'acheter et le stock de voitures neuves invendues a grimpé au cours de l'été 1973, et il y avait déjà des attentes positives du marché pour la nouvelle Mustang réduite. Les constructeurs automobiles «se bousculaient» en décembre 1973 alors que «la tendance vers des voitures plus petites et moins extravagantes progressait plus vite que personne ne l'avait prévu».
Après être devenu président de la Ford Motor Company le 10 décembre 1970, Lee Iacocca a ordonné le développement d'une Mustang plus petite pour une introduction en 1974. Les plans initiaux prévoyaient une Mustang de taille réduite basée sur la Ford Maverick compacte, de taille et de puissance similaires à celles de la Falcon, la base de la Mustang originale. Ces plans ont ensuite été abandonnés au profit d'une Mustang encore plus petite basée sur la sous-compacte Ford Pinto. La pony car originale était basée sur la Falcon compacte et pour sa deuxième génération, la Mustang a évolué à partir d'une plate-forme encore plus petite, celle de la Pinto qui a été déployée en 1971. La conception finale de la Mustang II de production a été définie en 1971 par Dick Nesbitt, mais le nouveau modèle était "moins une Pinto que le modèle de '64 ½ n'était une Falcon".
Plutôt que de reproduire une conception inchangée comme les pony car de GM, les Chevrolet Camaro et Pontiac Firebird, la Mustang II était maintenant en concurrence avec des modèles sportifs sous-compacts qui comprenaient la Chevrolet Monza et ses variantes Buick Skyhawk/Oldsmobile Starfire/Pontiac Sunbird de GM. Le nouveau modèle concurrencerait également mieux les coupés 2 + 2 d'importation tels que la Toyota Celica, la Datsun 240Z, la Mazda RX-3 et la Ford Capri européenne - elle-même inspirée de la Mustang d'origine mais construite par Ford Europe et commercialisée par Mercury aux États-Unis depuis avril 1970 en tant qu'importation captive,. Elle a vu de nouvelles concurrentes allemandes en 1974 avec la Volkswagen Scirocco et la BMW 2002 introduite plus tôt à la fin des années 1960. La nouvelle conception comportait une direction à pignon et crémaillère et un sous-châssis moteur séparé qui réduisait le bruit, les vibrations et la dureté.
Selon l'ingénieur en chef de Ford, Stuart M. Frey (frère cadet de Donald N. Frey), Iacocca s'attendait à un haut niveau d'ajustement et de finition, souhaitant que la voiture soit "un petit bijou". La production de la Mustang II était de 385 993 unités la première année. Le grand total des ventes de Mustang de 1973 a atteint 134 867 unités, mais la version de 1974 était à moins de "10 pour cent du record de la Mustang originale sur une production de 12 mois, qui est de 418 812". Sur cinq ans, la Mustang II a enregistré quatre des dix meilleures ventes de Mustang sur une année modèle. Un rapport de 2009 a confirmé la vision d'Iacocca pour la Mustang II de 1974–1978, affirmant que «c'était la bonne voiture au bon moment, se vendant à plus d'un million d'unités en quatre ans».
L'introduction de la Mustang II le 21 septembre 1973 a coïncidé avec l'embargo pétrolier. Le marché s'adaptait à la crise du carburant, augmentant les tarifs d'assurance, les normes d'émission des États-Unis, les réglementations de sécurité et les ralentissements de l'économie, ainsi qu'une demande décroissante des consommateurs dans le segment des pony car. GM avait envisagé d'arrêter la Camaro et la Firebird après 1972, et en 1974, Chrysler a abandonné la Barracuda et la Dodge Challenger, American Motors a abandonné la Javelin, et les voitures importées, plus légères et plus économiques, sont devenues de plus en plus populaires - "en fait, remplissant le segment que la Mustang avait créé, puis abandonné". En fin de compte, la Mustang II serait l'un des premiers exemples de réduction de taille qui aurait lieu parmi les Big Three de Detroit plus tard dans la décennie. À l'inverse, l'ancienne jumelle corporative de la Mustang, la Mercury Cougar, était maintenant basée sur la plate-forme de la Ford Torino intermédiaire pour mieux concurrencer dans le segment en pleine croissance des voitures personnelles de luxe de taille moyenne.
Une version Mercury de la Mustang II portant le badge Capri (comme en témoigne une proposition utilisant la carrosserie 2 + 2 de la Mustang II avec un style de fenêtre de quart arrondi) a été brièvement considérée, mais les fortes ventes de la Ford Capri (Mk1) en tant qu'importation captive par le biais des concessions Lincoln-Mercury ont mis de côté les plans pour une jumelle d'entreprise. Lincoln-Mercury a continué d'importer la Capri dans la version MkII mise à jour jusqu'en 1978. La Mercury Capri de 1979 est devenue la jumelle de la Mustang construite en Amérique, partageant la nouvelle plate-forme Fox.

## Changements d'année en année

### 1974

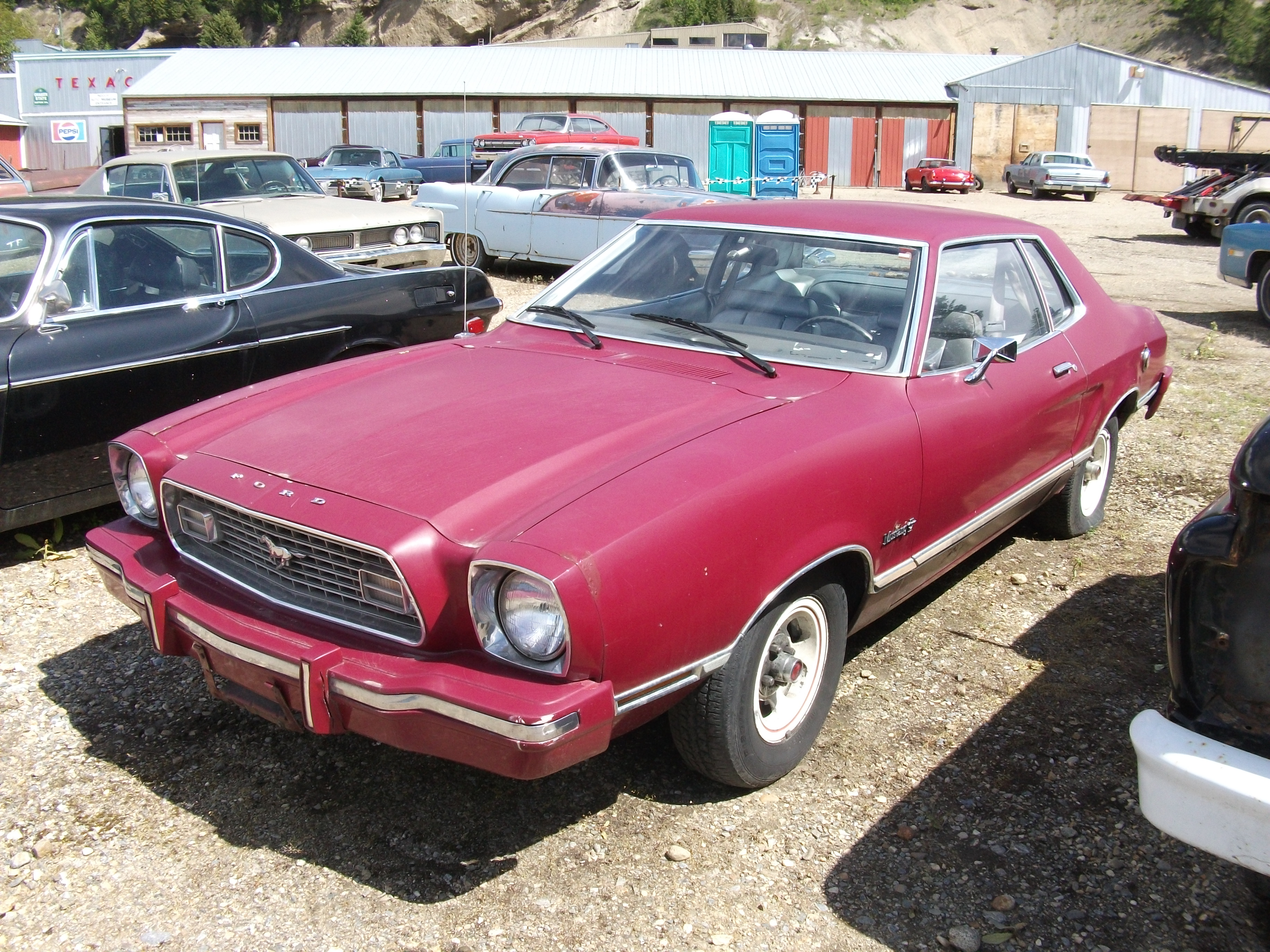
1974 Mustang II hardtop coupe

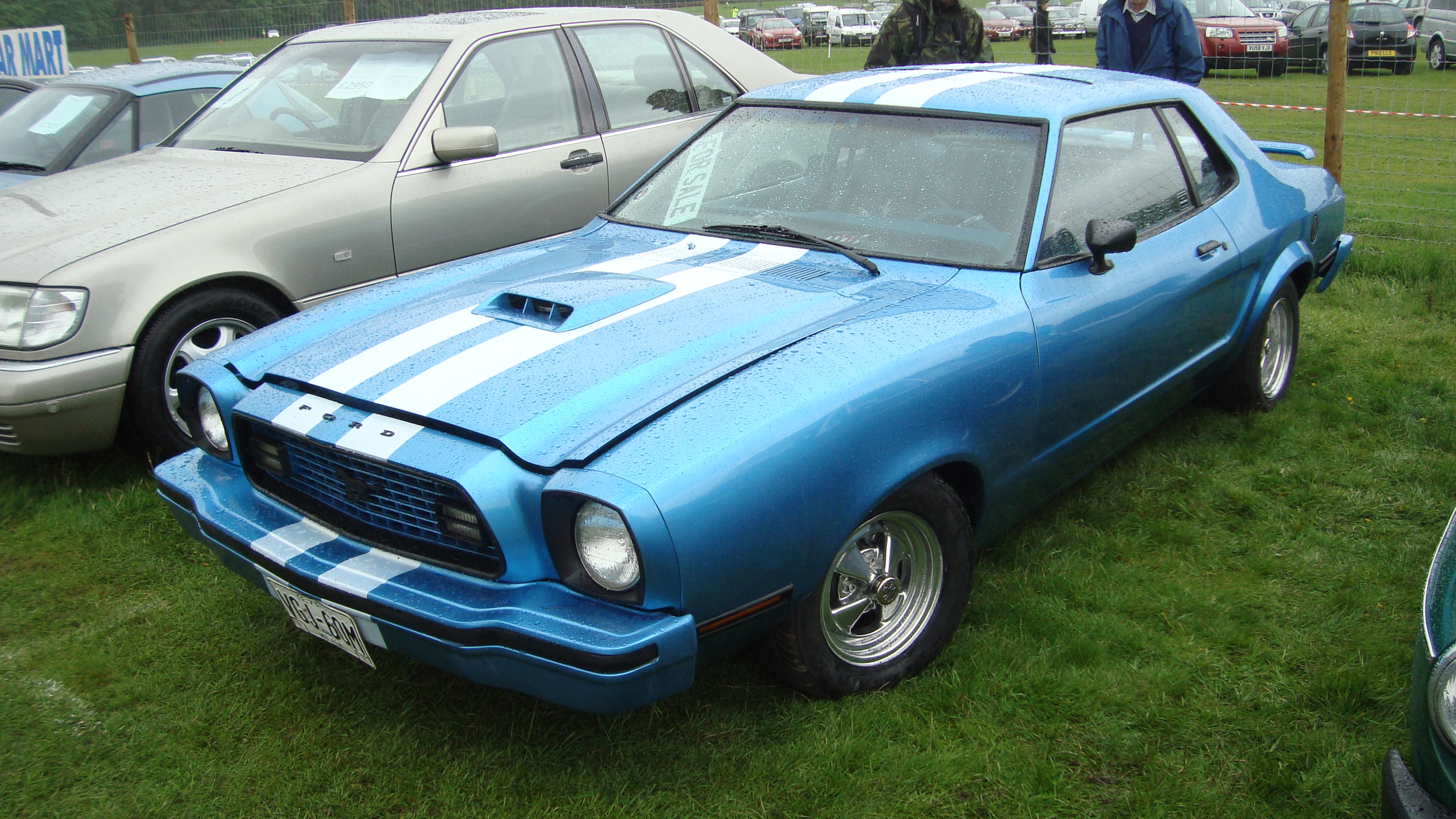
1974 Ford Mustang II 2.8 V6

Les concepteurs et les ingénieurs ont travaillé fébrilement sur une Mustang «réinventée», imitant la première version, par l'introduction traditionnelle de la nouvelle année modèle à l'automne 1973. La nouvelle Mustang II est revenue à une taille plus proche du modèle de 1965, remportant finalement le prix Motor Trend de la voiture de l'année. La Mustang II économique est devenue populaire auprès des consommateurs presque en même temps que leur expérience du rationnement de l'essence qui faisait partie de la crise pétrolière de 1973.
"Tout comme la Mustang originale était basée sur des composants ordinaires de la Falcon, Iacocca et sa société ont décidé d'utiliser certaines des pièces de la nouvelle Ford Pinto sous-compacte comme base pour la Mustang". La nouvelle Mustang était considérée comme une voiture «économique à conduire», mais «en réalité, elle partageait ses fondements avec la... Pinto». La Mustang II portait des améliorations de manipulation et d'ingénierie, ses performances étaient comparables à celles des produits contemporains de Detroit.
Les concurrentes comprenaient également la Toyota Celica et la Datsun 240Z. Ces importations attiraient moins de 100 000 clients en 1965, mais en 1972, la demande avait augmenté; par conséquent, la "mission de la Mustang II était de capturer une grande part de ce nouveau gâteau important".
Disponible en coupé ou à hayon trois portes, le moteur de base de la nouvelle voiture était un quatre cylindres en ligne SOHC de 140 pouces cubes (2,3 L) fabriqué à Lima (Ohio), c'est le premier moteur entièrement métrique construit aux États-Unis,. Un V6 Cologne de 171 pouces cubes (2,8 L) importé d'Allemagne était le seul moteur en option. Les finitions de la Mustang II étaient le "Hardtop" de base, le modèle 2 + 2 à hayon, une finition de luxe "Ghia" avec toit en vinyle, et la Mach 1 haut de gamme à moteur V6. Une option de moteur V8 ne serait pas disponible dans une Mustang pour la seule fois pour l'année modèle 1974 (sauf au Mexique).
"Le tout nouveau style attrayant de la Mustang II a été influencé par le carrossier italien Ghia, récemment acquis par Ford. Il a repris le thème du capot long et du coffre court du modèle original, et comme Iacocca l'a demandé, elle est venue en tant que fastback équipé d'un hayon". Les Mustang ont perdu leur style de carrosserie sans pilier; tous les modèles avaient maintenant des vitres arrière fixes et un montant «B» recouvert de chrome qui ressemblait à un toit rigide, mais qui était en fait un coupé. Cependant, dans les publicités de la Mustang, Ford a promu le coupé notchback en tant que "Hardtop".
Reproduisant presque la même ruée vers les ventes que la Mustang de 1965, "même sans véritable attrait pour les performances, la Mustang II de 74 a amené des acheteurs à se heurter aux concessionnaires Ford". Les ventes de la Mustang II ont augmenté en 1974, ce qui en fait la 6e Mustang la plus vendue de tous les temps avec 296 041 unités produites.

### 1975

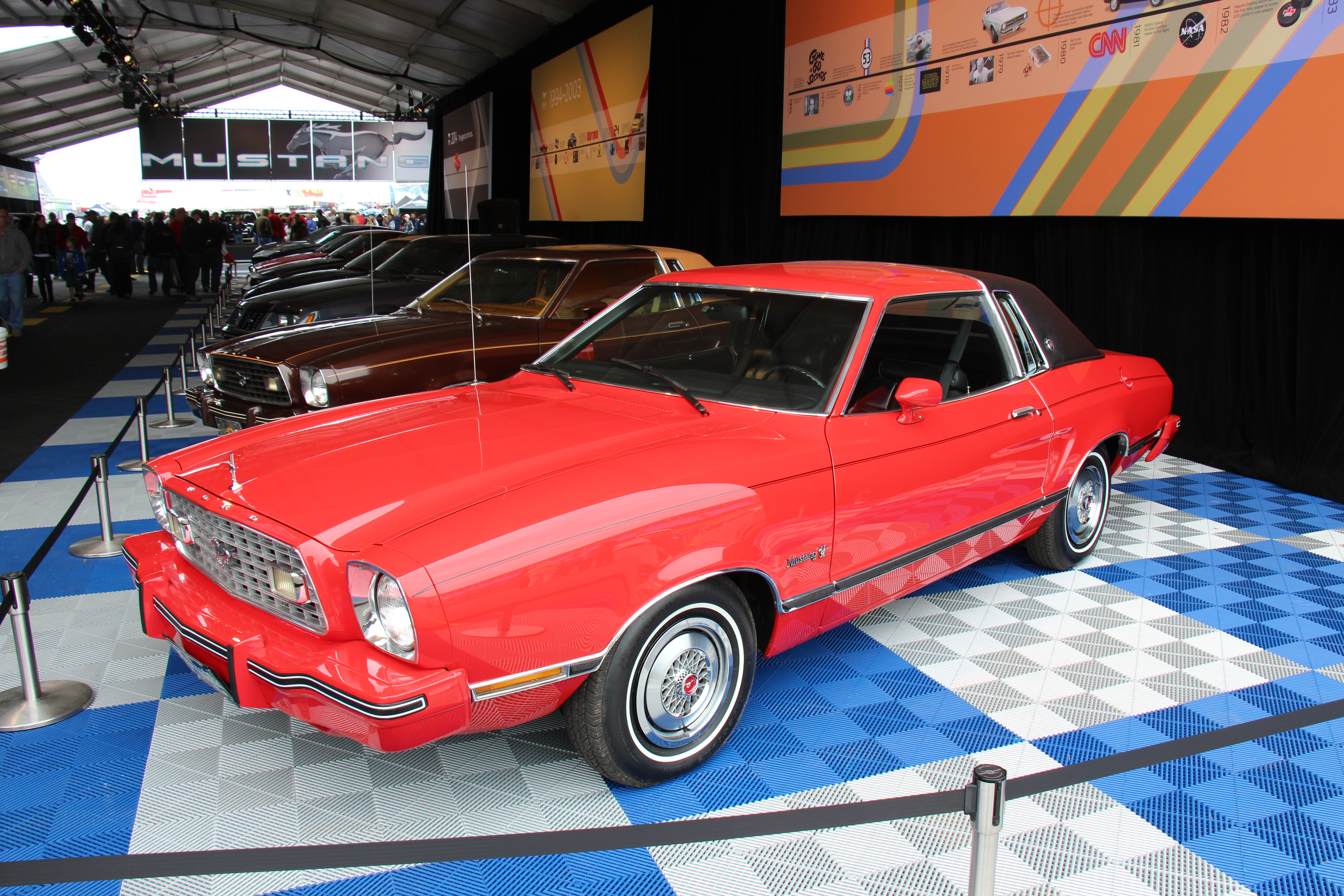
1975–1978 Mustang II Ghia

«Les souvenirs de la crise pétrolière commençant à s'estomper», Ford avait besoin d'un V8 dans la Mustang II pour ramener «les performances à des niveaux respectables». Le compartiment moteur a été repensé pour l'année modèle 1975 pour accepter l'option V8 de 302 pouces cubes (4,9 L), avec capot et panneau de tête révisés. Le moteur était limité à un carburateur double corps et 140 ch (104 kW; 142 ch) "net". Puisque la division mexicaine de Ford n'a jamais perdu le V8, ils ont aidé aux modifications.
Les tests effectués par Road & Track "ont enregistré un zéro à 60 mi/h (97 km/h) en 10,5 secondes et une vitesse de pointe de 106 mi/h (171 km/h)". Le moteur de 302 pouces cubes (4,9 L) de la Mustang II est devenu le premier moteur V8 métrique de Mustang officiellement désigné par Ford; il était appelé le «5,0 L» même si sa capacité était de 4,942 cm3 (4,9 L; 301,6 pouces cubes).
Outre le moteur V8 en option, la voiture a subi des modifications mineures en 1975. La Ghia a reçu des fenêtres arrières opéra et un demi-toit en vinyle rembourré. Au milieu de l'année, un modèle «MPG» de 2,3 L a été ajouté, avec un convertisseur catalytique et un rapport d'essieu arrière de 3,18:1 (qui était de 3,40:1 en standard) pour revendiquer des estimations d'économie de 23 miles par gallons US (10 litres aux 100 km; 28 miles par gallon impériaux) en ville et de 34 miles par gallons US (6,9 litres aux 100 km; 41 miles par gallon impériaux) sur l'autoroute. Pour souligner l'efficacité énergétique, toutes les Mustang II 2,3 L de base ont été appelées MPG après 1975.
La Mustang II a réalisé des ventes record pour 1975, ce qui en fait la 9e Mustang la plus vendue de tous les temps, avec 199,199 d'unités vendues.

### 1976

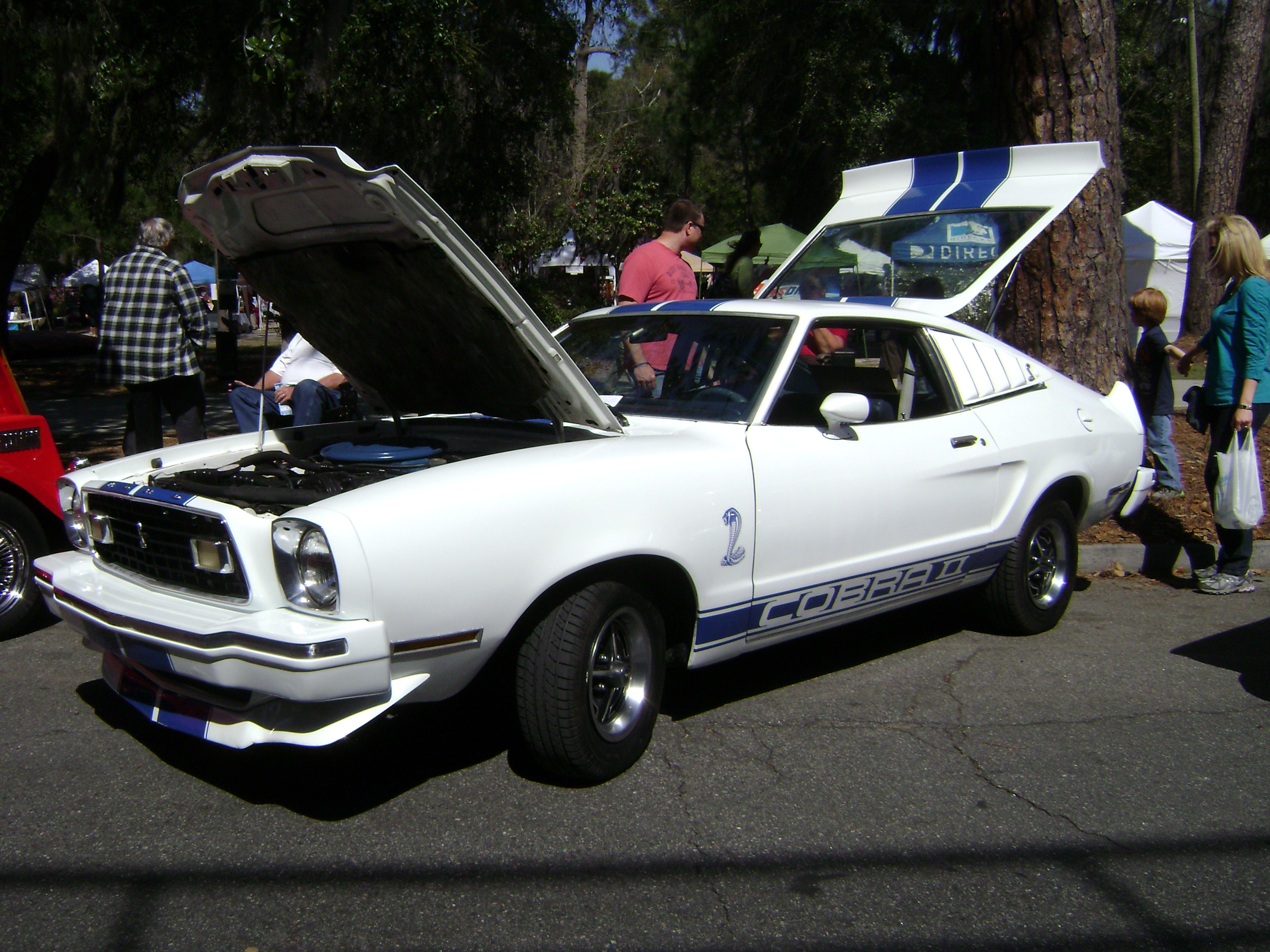
1976 Mustang II Cobra II

En 1976, Ford a offert la finition d'apparence "Stallion" comprenant des jantes stylisées, une calandre, des pare-chocs et des moulures de carrosserie noircies ainsi qu'une peinture avec accent bicolore noire offerte avec des couleurs de carrosserie argent, rouge, blanc et jaune. Nouveau également, la finition d'apparence «Cobra II» avec une calandre noire, une écope de capot simulée, des spoilers avant et arrière, des persiennes sur les fenêtres de quart, deux bandes de course sur le capot, le toit et le hayon avec des bandes assorties sur l'extrémité inférieures du bas de caisse et des emblèmes cobra sur les ailes avant - disponibles avec tous les choix de moteurs. L'historien automobile Gary Witzenburg a observé que correctement équipé, la chose fonctionnait plutôt bien selon les normes de 1976". L'instrumentation complète était standard. Un toit ouvrant manuel était facultatif.

### 1977

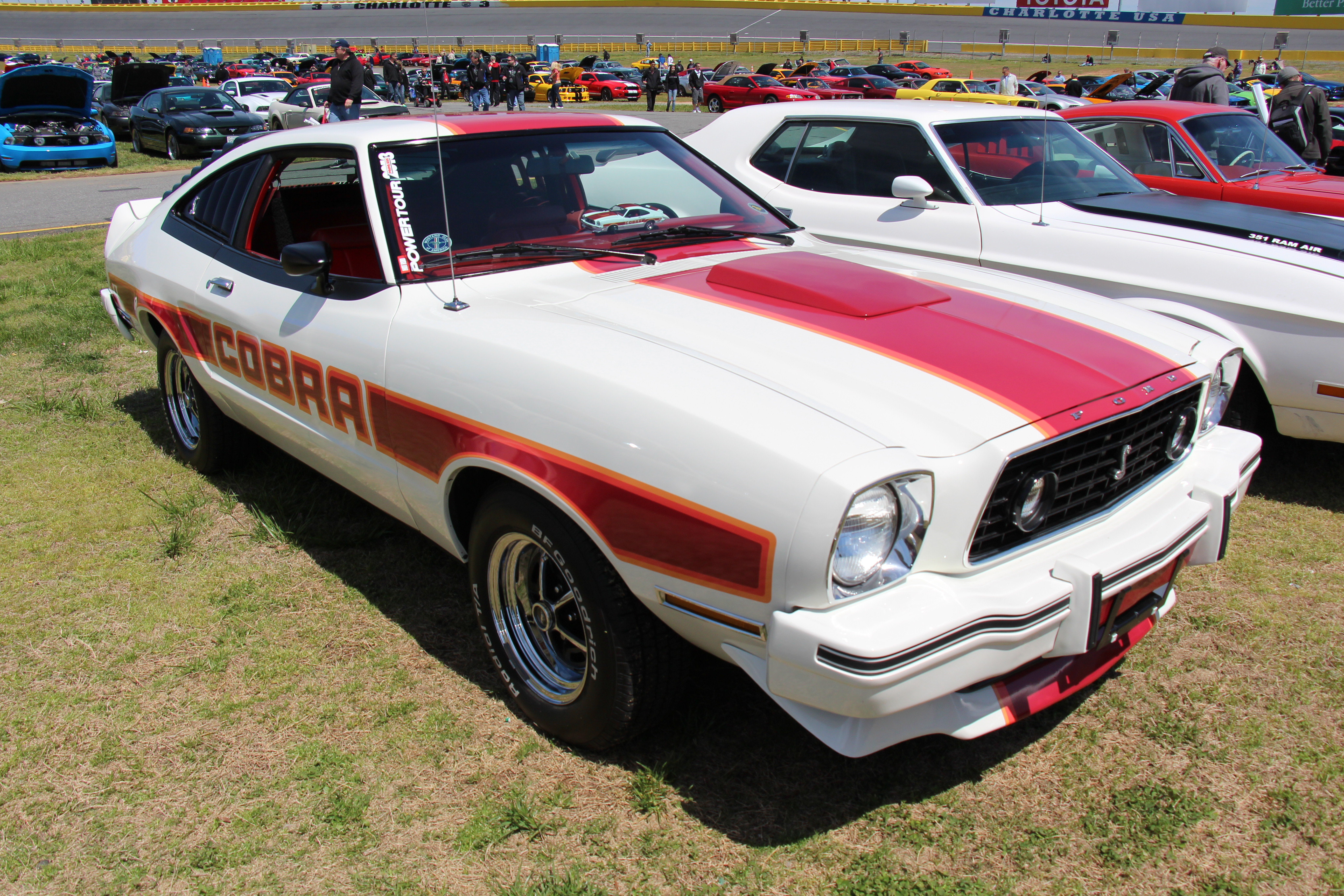
1977½ Cobra II with revised graphics.

L'année modèle 1977 a introduit une finition d'apparence "Sports" pour le modèle Ghia qui était de couleur assortie à la peinture noire ou beige, ainsi que plusieurs changements de style mineurs et des options de couleur élargies pour la Cobra II. Une autre nouveauté était l'option T-top pour le fastback avec deux panneaux amovibles en verre teinté. Au milieu de l'année modèle 1977, les modifications apportées pour l'année modèle 1978 ont été anticipées pour être vendu plus tôt. C'est le plus notable sur les modèles Cobra II où l'écope de capot a été retournée pour paraître plus aérodynamique et où les graphismes ont été révisés. Pour les décalcomanies, les doubles bandes sur le capot, le toit et le hayon de la voiture ont été remplacées par une seule bande aussi présente sur les côtés de la voiture, les décalcomanies du serpent et "COBRA II" ont été remplacées par de grandes rayures surélevées au milieu sur les côtés de la carrosserie avec un grand lettrage "COBRA" au milieu. Des persiennes ont été ajoutées au hayon et les persiennes des panneaux latéraux ne venaient qu'en noir. Toutes les moulures de fenêtres et de verre étaient peintes en noir.

### 1978

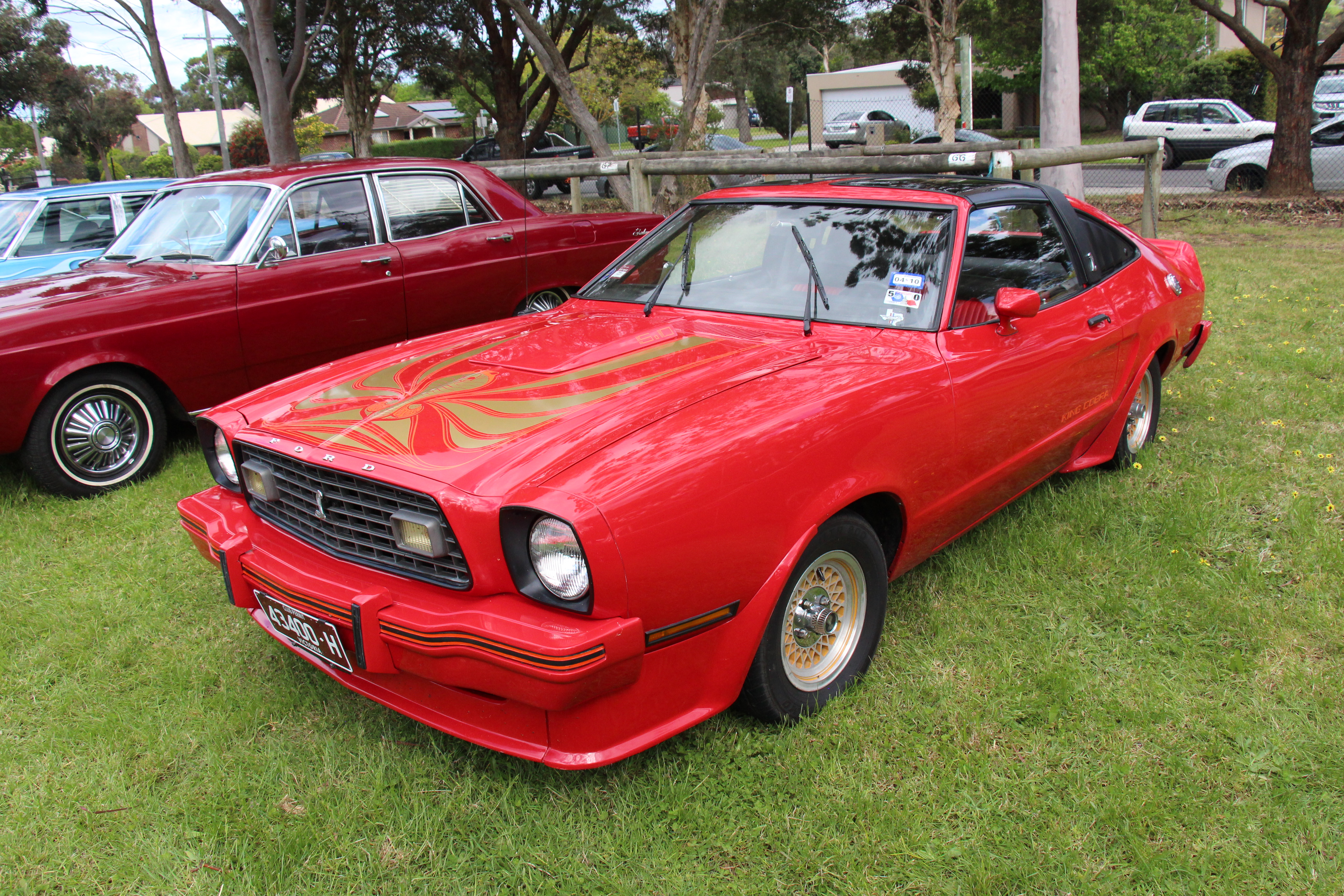
1978 Mustang II King Cobra

En 1978, la "King Cobra" est devenue disponible. Il s'agissait d'une version en édition limitée avec 4 313 unités produites. Elle comportait un barrage d'air profond, des rayures et un décalque de serpent cobra de «style Pontiac Trans Am» sur le capot. La King Cobra n'était disponible qu'avec le V8 pour aider à renforcer l'image de performance de la voiture.
Sur la lancée des ventes réussies de la Mustang II, une toute nouvelle Mustang a été introduite pour l'année modèle 1979.

## Commentaires

### Contemporain
La Mustang II a été nommée voiture de l'année par Motor Trend, en 1974, la dernière Mustang à avoir obtenu cet honneur jusqu'en 1994. Néanmoins, il y avait également des critiques contemporaines mitigées, y compris Consumer Reports, rapportant qu'"il existe sur le marché de meilleures sous-compactes que la Mustang II" et recommandant l'AMC Gremlin comme voiture au moins aussi bonne, et à certains égards supérieure, en termes de sièges, niveau de bruit, comportement normal et d'urgence et d'accélération; et Road & Track était d'avis que la Ford n'était ni rapide ni particulièrement bonne en maniabilité.
La réaction des consommateurs pour la Mustang II a été enthousiaste avec une production totale combinée des modèles de 1974-1978 dépassant 1,1 million. "En tant que Mustang la plus petite et la plus légère depuis l'original, c'était un nouveau départ pour la pony car de Ford et un retour rafraîchissant à la rationalité. Et cela n'aurait pas pu avoir un meilleur timing, introduite juste deux mois avant que la première «crise énergétique» ne bouleverse l'Amérique. Les gens sont venus en masse pour voir la Mustang II - et pour l'acheter". "Non seulement les prix de l'essence ont grimpé en flèche, mais son offre même semblait menacée. L'économie est immédiatement devenue un sujet brûlant, ce qui a contribué à faire passer les ventes de la première année civile de la petite Mustang à 385 993".
Selon l'historien automobile Patrick Foster, "les dirigeants de Ford ont décidé d'appeler la voiture "Mustang II", car il s'agissait d'un nouveau type de pony car conçue pour une époque avec des prix d'essences élevés et de pénuries de carburant". "Beaucoup de gens ne se sont jamais devenus chaud pour la Mustang II, certains se plaignant même que cela leur rappelle la Pinto. Mais en son temps, le public et la presse ont fait l'éloge de la petite Mustang II. Après tout, une voiture avec une excellente efficacité énergétique, un look sportif et un prix bas sera toujours acceptée. La Mustang II a été un succès, simplement parce que c'était la bonne voiture au bon moment".
Le journaliste automobile Michael Lamm a décrit la Mustang II de Ford comme "la meilleure idée de l'année" avec le nouveau modèle arrivant sur le marché juste à temps "dans le monde réel du rétrécissement de l'espace, de l'énergie limitée et du précieux petit air pur, les voitures "paquebot" sont finis"... cette voiture "prouve que la nouvelle race de petites voitures peut encore être passionnante"!

### Ère moderne
Les écrivains dee ces dernières années ont tendance à ignorer le succès des ventes de la Mustang II, soulignant les défauts de conception par rapport aux voitures qui sont venues avant et après, symbolisant le tout début de l'ère Malaise dans la conception automobile américaine,.
Les opinions incluent le fait de noter en 2003 que "[s]i il y avait des progrès technologiques avec le châssis de la Pinto, c'était qu'il avait un mécanisme de direction à crémaillère plutôt que la bille recirculée de la Falcon, et les freins à disque avant étaient standard", Edmunds Inside Line a écrit à propos de la Mustang II: "Elle était trop petite, sous-alimentée, mal gérée, terriblement assemblée, mal proportionnée, misérable dans ses détails et tout à fait médiocre.
Selon Edmunds, les 88 ch (66 kW; 89 ch) du moteur de base de 1974 étaient «vraiment pathétiques» et les 105 ch (78 kW; 106 ch) du V6 optionnel étaient «décevants». (Avec l'ajout de pots catalytiques obligatoires en 1975, ces puissances sont tombées à 83 et 97 ch (72 kW) respectivement.) En 1976, le "quatre [cylindres] standard a gonflé à 92 ch (69 kW; 93 ch), le V6 a augmenté à 102 ch (76 kW) et [les ventes ont été] étonnamment stables avec 187 567 unités - à peine 1 019 de moins qu'en 75." En 1977, la puissance des moteurs a de nouveau chuté, à 89 et 93 ch (69 kW; 94 ch) respectivement, et la production a chuté «d’environ 18 pour cent à 153 117 voitures».
Les écrivains d'aujourd'hui ignorent les critiques élogieuses des modèles de 1974–1978, et on même décrit la Mustang II comme «lamentable». Le New York Times a déclaré en 2006 qu'une direction défectueuse, associée à un réservoir de carburant du même design que celui de la Pinto, une voiture "à jamais tristement célèbre pour explosé lorsqu'elle est frappée à l'arrière", a provoqué une anxiété chez les propriétaires qui a été "renforcée par le fait que certaines Mustang II avaient des pneus Firestone 500, connus dans les années 1970 pour leurs défaillance généralisées." Il a poursuivi: "Ford, non content de faire traîner le nom vénéré de Mustang dans la boue... a ajouté des badges Ghia, le vénérable studio italien qu'il avait acheté, à certaines versions de la Mustang II avec des toits partiels en vinyle et des fenêtres d'opéra collantes".
Un livre de 1995 sur l'histoire de la Mustang fait référence à l'introduction "d'un V8 302 optionnel tiède en 1975" et dit que "la renaissance symbolique du nom Cobra - apparaissant en Cobra II à bandes et à rayures - l'année suivante a fait peu pour endiguer la marée car les clients sont devenus moins enchantés par les quarts arrière exigus et les faibles performances de la Mustang II." Il y a eu «une baisse constante en 1976 et en 1977». Malgré l'augmentation de 25 pour cent des ventes en 1978, "même la Cobra de haut niveau avec ses décalcomanies flashy et ses spoilers élégants ne pouvait sauver la mise à la Mustang de deuxième génération".
Selon une rétrospective réalisée en 2003 par Edmunds Inside Line, la King Cobra de 1978 "n'était pas beaucoup plus qu'une Cobra II avec des graphismes révisés et l'écope de capot tourné en arrière..." Ce modèle était "visuellement à peu près aussi fou qu'aucune autre Mustang jamais construite" mais "[m]ystérieusement, la production a grimpé à 192 410 unités".
Le rédacteur en chef du magazine automobile Mustang Monthly décrit "La Mustang II était la bonne voiture au bon moment pour maintenir la légende dans le futur". Le constructeur automobile a noté que la Mustang II a été "décrié par les fans inconditionnels de pony car comme le mouton noir de la famille, et cela presque depuis sa mise en vente", mais "sans la nouvelle direction forgée par la Mustang II, Ford ne serait certainement pas en train de célébrer 50 ans de Mustang aujourd'hui".
Ford a accueilli la première «Réunion nationale de Mustang II» en 2016 dans les bureaux de l'entreprise où la pony car a été réinventée "pour une toute nouvelle ère où la qualité de construction et le rendement énergétique étaient plus importants pour les acheteurs que les options sans fioritures et la puissance élevée".